# ایر نوستروم

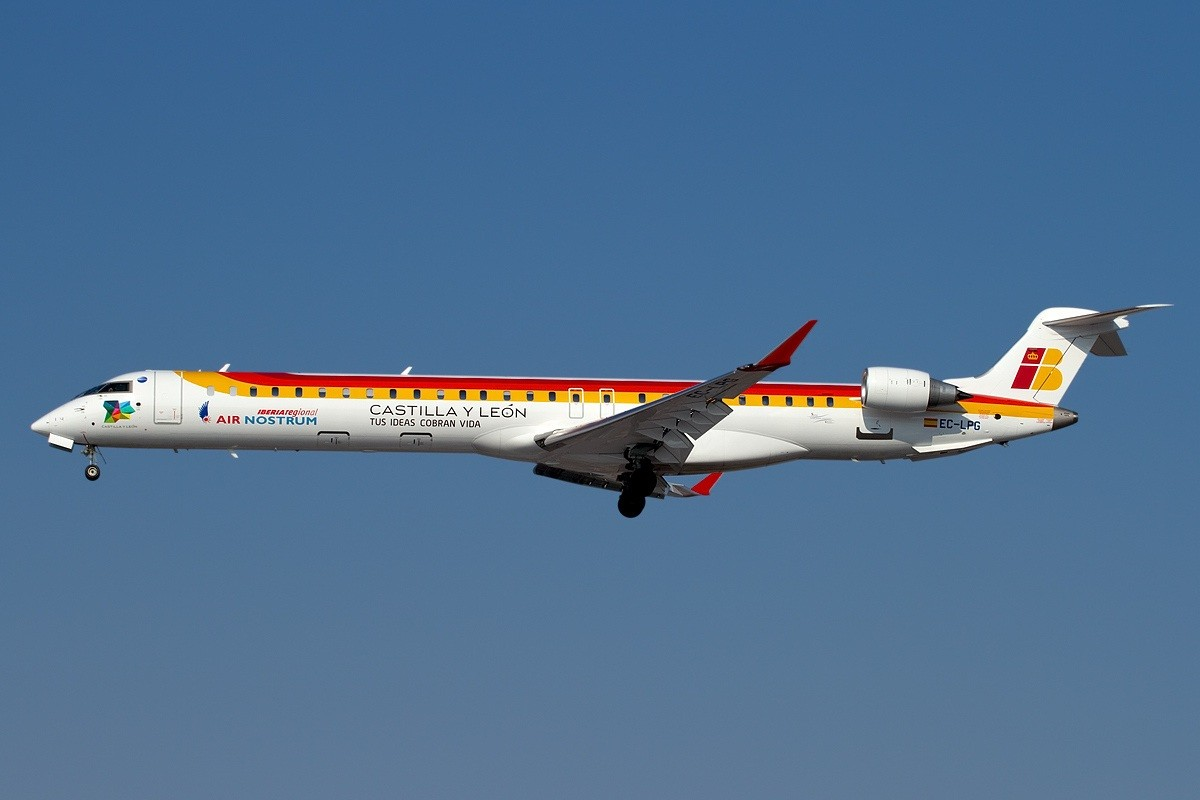
هواپیمای بمباردیه سی‌آرجی ۷۰۰، متعلق به ایر نوستروم

ایر نوستروم (به اسپانیایی: Air Nostrum) شرکت هواپیمایی اسپانیایی است، که در سال ۱۹۹۴ تأسیس شد و هم‌اکنون به‌عنوان اپراتور پروازهای منطقه‌ای شرکت هواپیمایی ایبریا فعالیت می‌کند.
این شرکت در حال حاضر روزانه به ۵۱ مقصد در اروپا و آفریقا پروازهای مستقیم دارد. دفتر مرکزی شرکت ایر نوستروم در شهر والنسیا، اسپانیا قرار دارد و فرودگاه بارسلونا-ال پرات، فرودگاه مادرید-باراخاس و فرودگاه والنسیا، قطب‌های این شرکت هواپیمایی به‌شمار می‌آیند. شرکت ایر نوستروم در حال حاضر در ناوگان هوایی خود، دارای ۴۰ فروند هواپیمای جت مسافربری می‌باشد.